# 刺客請負人
『刺客請負人』（しかくうけおいにん）は、人情に厚い行雲流剣術の使い手が江戸の裏社会で生きる姿を描いた、森村誠一作の時代劇小説。またそれを原作としたテレビドラマ。

## テレビドラマ
テレビ東京系列で毎週金曜日20:00 - 20:54に放送された時代劇。主演は村上弘明。
シーズン1は2007年7月20日から9月14日まで放送された。
シーズン2は2008年7月18日から9月12日まで放送された。
字幕放送と地上デジタル放送では連動データ放送を実施。
シーズン1は、放送直後いち早く時代劇専門チャンネルで再放送された。

### キャスト

#### 主人公
松葉刑部
演 - 村上弘明
無骨だが、義理人情に厚い行雲流剣術の使い手。元六郷藩徒士頭。

#### 長屋の人々
お静
演 - 中山忍
刑部が住む長屋の大家の娘。
喜兵衛
演 - 芝本正（シーズン1）
大家。お静の父。シーズン２の1話では、1か月前に死んでいる。

#### 徳松一派
白首お六
演 - 小沢真珠
徳松の配下。勝気で口が悪い。
いかずち才助
演 - 斎藤歩
徳松の配下。
観音伊三次
演 - 蟷螂襲
徳松の配下。
徳松
演 - 柄本明
表の稼業は口入屋、裏では助っ人屋、刑部に仕事を依頼する。

#### 闇猫一派
闇猫のお吉
演 - 若村麻由美
徳松とは違う非情な「助っ人屋」。
雀
演 - 河野朝哉（シーズン2）
闇猫のお吉の手下で、お吉の実子。シーズン2第7話で藤次郎に殺される。
お役者信次
演 - 西村和彦（シーズン1）
お吉の配下。普段は髪結い。
だんびら重兵衛
演 - 四方堂亘（シーズン1）
湖堂軒一斎
演 ‐ 谷口高史（シーズン1）
獄門の政五郎
演 - 真勝國之（シーズン1）

#### 闇法師
シーズン2に登場。闇の仕事を請け負う集団。配下に七人衆と呼ばれる者達がいる。
嘉助
演 - 米倉斉加年
芝口の木戸番、実は闇法師の頭。元日田藩士、貴志伝左衛門。
藤次郎（研藤の藤次郎）
演 - 綿引勝彦
闇法師の配下。研師。
道八（白まむしの道八）
演 - 本田博太郎
闇法師の配下。七人衆の一人。闇医師。

#### その他
岩切伊十郎
演 - 山田純大（シーズン2）
北町奉行所同心。最初は何かと事件が絡んでは刑部を怪しい人物として疑っていたが、ある事件で悪者から父親と共に命を狙われる寸前で刑部に助けられてからは、刑部との間に友情が芽生え、刑部に力を貸すようになる。シーズン2最終話で、町与力が闇法師と手を組んでいた事を暴き、刑部にかけられていた疑いを晴らした。
文次
演 - 大迫英喜（シーズン2）
伊十郎の岡っ引き。
長居伊賀守
演 - 大出俊（シーズン2）
若年寄。
葛又五郎
演 - 永島敏行（シーズン1）
六郷藩横目頭。刑部の竹馬の友だが、藩から刑部追討の命を受けている。
田宮彦九郎
演 - 正城慎太郎（シーズン1）
六郷藩士。
片桐源左衛門
演 - 勝部演之（シーズン1）
六郷藩組目付。

#### ゲスト

##### シーズン1（2007年）
第1話「孤臣」
- ゆい（刑部の妻） - 遠野凪子
- 菊姫 - 小林涼子
- 安川喜左衛門 - 寺田農
- 阿里の方 - 未來貴子
- 大木主計 - 有川博
- 吉松藩主・加藤直方 - 立川三貴
- 福本清三

第2話「赤穂遺臣」
- 奥野将監 - 西岡徳馬
- おゆき（将監の娘） - 柳沢なな
- 河内五郎左衛門 - 菅田俊
- 高田郡兵衛 - 岸本祐二
- 隆海 - 本城丸裕
- 毛利小平太 - 北斗潤
- 小山田庄左衛門 - 横田真吾

第3話「かけ落ち指南」
- 初花（柳橋の芸者） - 雛形あきこ
- 市太郎 - 大柴隼人
- 鳴海助四郎（暗闇助四郎） - 小沢和義
- 形屋の九兵衛（南茅場町の木材問屋） - 平泉成

第4話「武士と人間の間」
- 公儀直参旗本・渋江武左衛門 - 布施博
- おこの - 大河内奈々子

第5話「死神の町」
- お蝶 - 木内晶子
- 一突き吉蔵 - 海東健
- 平野屋権右衛門 - 鶴田忍
- 高田郡兵衛 - 岸本祐二
- 毛利小平太 - 北斗潤
- 小山田庄左衛門 - 横田真吾

第6話「嫉妬の果て」
- のえ（腰元） - 星野真里
- 江戸留守居役・遠山内膳 - 隆大介
- 北の方 - 筒井真理子
- 和久半大夫（剣客） - 山崎銀之丞

第7話「密命 刑部抹殺」
- 浪人・妹尾主馬 - ベンガル
- おみつ - 西本利久
- 六郷藩国家老・小森忠恒 - 西田健
- 峰蘭太郎

最終話「死闘 最後の刺客」
- 六郷藩江戸家老・阿部頼母 - 小野寺昭
- 六郷藩国家老・小森忠恒 - 西田健
- 六郷藩主・義隆 - 上杉祥三
- 丸屋忠兵衛 - 伊東達広

##### シーズン2（2008年）
第1話「孤臣、再び」
- 菊姫 - 小林涼子
- 狐火の才蔵（闇法師の七人衆の一人） - 長江英和
- 桑山源五兵衛 - 石田太郎
- 吉松藩主・加藤直方 - 立川三貴
- 山科右京介 - 篠田光亮

第2話「大奥からの刺客」
- 霧島 - かとうかず子
- 清吉 - 染谷将太
- 鍵屋清右衛門 - 吉満涼太
- おみよ - 平栗あつみ

第3話「妻の武士道」
- 琴枝 - 佐藤藍子
- 中沢弥一兵衛 - 神保悟志
- 小寺良玄 - 沼田爆
- 新見伝蔵（闇法師七人衆の一人） - 山崎銀之丞

第4話「吉原悲恋」
- 肘井四郎兵衛 - 潮哲也
- 桃花 - 吉野公佳
- ゆい - 吉本多香美
- 縁台屋長助 - 松村雄基
- 山沢甚左衛門 - 左とん平
- 土蜘蛛の弥七（闇法師七人衆の一人） - 野々村仁
- 夜烏の平蔵（闇法師七人衆の一人） - 高橋弘志
- 谷川昭一朗

第5話「狙われた軍用金」
- 近松門左衛門 - 大地康雄
- 鳴海屋弥兵衛（山中半四郎） - 遠藤憲一
- 奥野将監 - 西岡徳馬
- 高田郡兵衛 - 岸本祐二
- お依里 - 美栞了
- 毛利小平太 - 北斗潤
- 小山田庄左衛門 - 横田真吾

第6話「闇の正体」
- 藤崎長十郎（越前新村藩士） - 山口馬木也
- おみや（長十郎の許嫁） - 高橋かおり
- おしま（長十郎の妹） - 林美穂
- 酒井左京（越前新村藩江戸家老） - 小沢象
- ゆい - 遠野凪子
- 田崎蔵人 - 篠原さとし

第7話「抹殺指令」
- 吉岡半蔵（岩切伊十郎の養父） - 高橋長英
- 烏丸屋助清 - 工藤俊作

最終話「明るい方へ」
- お染 - 中原果南
- ひろみどり

### スタッフ
- 原作 - 森村誠一（中公文庫刊）
- 脚本 - 金子成人、石原武龍、森下直、奥村俊雄、渡辺善則
- 音楽 - 栗山和樹
- 監督 - 石原興、山下智彦、酒井信行、小笠原佳文
- プロデューサー - 中川順平（テレビ東京）、佐々木淳一（松竹）、三好英明（松竹）
- 製作協力 - 松竹京都映画
- 製作 - テレビ東京、松竹

### 放送日程

#### シーズン1
- 2007年7月20日 - 9月14日、全8話。
- 第1話は2時間スペシャル。
- 「放送日」はテレビ東京。

| 話数                                                           | 放送日        | サブタイトル                         | 脚本     | 監督     | 視聴率 |
| -------------------------------------------------------------- | ------------- | ------------------------------------ | -------- | -------- | ------ |
| 第1話                                                          | 2007年7月20日 | 孤臣                                 | 金子成人 | 石原興   | 13.4%  |
| 第2話                                                          | 7月27日       | 赤穂遺臣                             | 石原武龍 | 山下智彦 | 09.4%  |
| 第3話                                                          | 8月03日       | かけ落ち指南〜殺しの的は売れっ子芸者 | 森下直   | 酒井信行 | 09.5%  |
| 第4話                                                          | 8月10日       | 武士と人間の間                       | 石原武龍 | 石原興   | 09.1%  |
| 第5話                                                          | 8月17日       | 死神の町                             | 森下直   | 山下智彦 | 09.7%  |
| 第6話                                                          | 8月31日       | 嫉妬の果て                           | 森下直   | 酒井信行 | 10.5%  |
| 第7話                                                          | 9月07日       | 密命〜刑部抹殺〜                     | 森下直   | 石原興   | 08.1%  |
| 最終話                                                         | 9月14日       | 死闘〜最後の刺客                     | 金子成人 | 石原興   | 10.8%  |
| 平均視聴率 10.1%（視聴率はビデオリサーチ調べ、関東地区・世帯） |               |                                      |          |          |        |

#### シーズン2
- 2008年7月18日から9月12日、全8話。
- 第1話・第4話・第5話は2時間スペシャル。
- 「放送日」はテレビ東京。

| 話数                                                          | 放送日        | サブタイトル   | 脚本     | 監督       | 視聴率 |
| ------------------------------------------------------------- | ------------- | -------------- | -------- | ---------- | ------ |
| 第1話                                                         | 2008年7月18日 | 孤臣、再び     | 金子成人 | 石原興     | 13.4%  |
| 第2話                                                         | 7月25日       | 大奥からの刺客 | 森下直   | 酒井信行   | 11.4%  |
| 第3話                                                         | 8月01日       | 妻の武士道     | 渡辺善則 | 小笠原佳文 | 08.6%  |
| 第4話                                                         | 8月08日       | 吉原悲恋       | 奥村俊雄 | 山下智彦   | 07.5%  |
| 第5話                                                         | 8月22日       | 狙われた軍用金 | 森下直   | 酒井信行   | 09.0%  |
| 第6話                                                         | 8月29日       | 闇の正体       | 渡辺善則 | 石原興     | 10.3%  |
| 第7話                                                         | 9月05日       | 抹殺指令       | 渡辺善則 | 小笠原佳文 | 08.7%  |
| 最終話                                                        | 9月12日       | 明るい方へ     | 森下直   | 石原興     | 10.6%  |
| 平均視聴率 9.9%（視聴率はビデオリサーチ調べ、関東地区・世帯） |               |                |          |            |        |

### 前後番組
| テレビ東京系列 金曜時代劇                      | テレビ東京系列 金曜時代劇                          | テレビ東京系列 金曜時代劇                    |
| 前番組                                         | 番組名                                             | 次番組                                       |
| ---------------------------------------------- | -------------------------------------------------- | -------------------------------------------- |
| よろずや平四郎活人剣 （2007.4.20 - 2007.6.15） | 刺客請負人 （シーズン1） （2007.7.20 - 2007.9.14） | お江戸吉原事件帖 （2007.10.26 - 2007.12.21） |
| 密命 寒月霞斬り （2008.4.18 - 2008.6.13）      | 刺客請負人 （シーズン2） （2008.7.18 - 2008.9.12） | 逃亡者 おりんスペシャル （2008.9.19・26）    |